# 貓嶼
23°19′30″N 119°19′17″E / 23.325094°N 119.321268°E
貓嶼，是位於臺灣澎湖群島的一座島嶼，約望安島西南方約16公里，包括兩座島嶼，因形狀像兩隻貓蹲伏而被稱大貓嶼和小貓嶼。島嶼為玄武岩組成，面積約10公頃。小貓嶼座落於大貓嶼東方，在退潮時有一海溝和大貓嶼相連。大貓嶼最高處70公尺，為澎湖群島的最高點，北端的海崖有貫穿大貓嶼的巨大海蝕拱門，拱門出口在大貓嶼西邊海蝕洞，在退潮時才能浮現。
兩島嶼的行政區劃屬澎湖縣望安鄉花嶼村，無人居住，過去有軍方和漁民活動紀錄。澎湖縣政府於1991年將大、小貓嶼依《野生動物保育法》公告為貓嶼海鳥保護區，為臺灣第一個野生動物保護區，除陸域面積約10公頃之外，保護區包括陸地向外延伸100公尺的海域部分，總面積達36.2公煩。貓嶼是亞洲最大的玄燕鷗繁殖地區，其他像白眉燕鷗、鳳頭燕鷗與蒼燕鷗也都會在島上繁殖。保護區雖嚴禁任意登島，但在夏季燕鷗繁殖季節仍可搭船至週邊海域欣賞。

## 圖輯

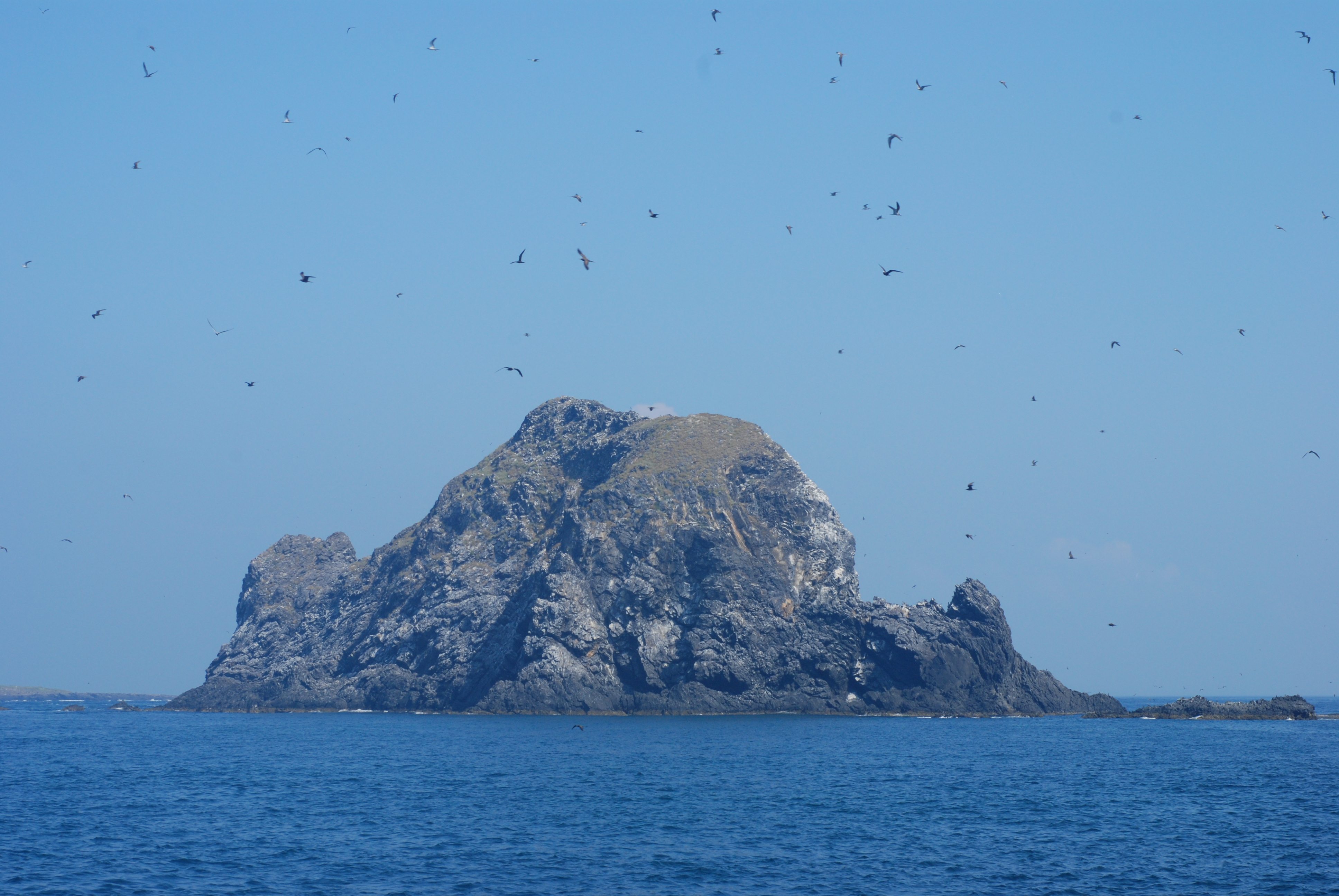
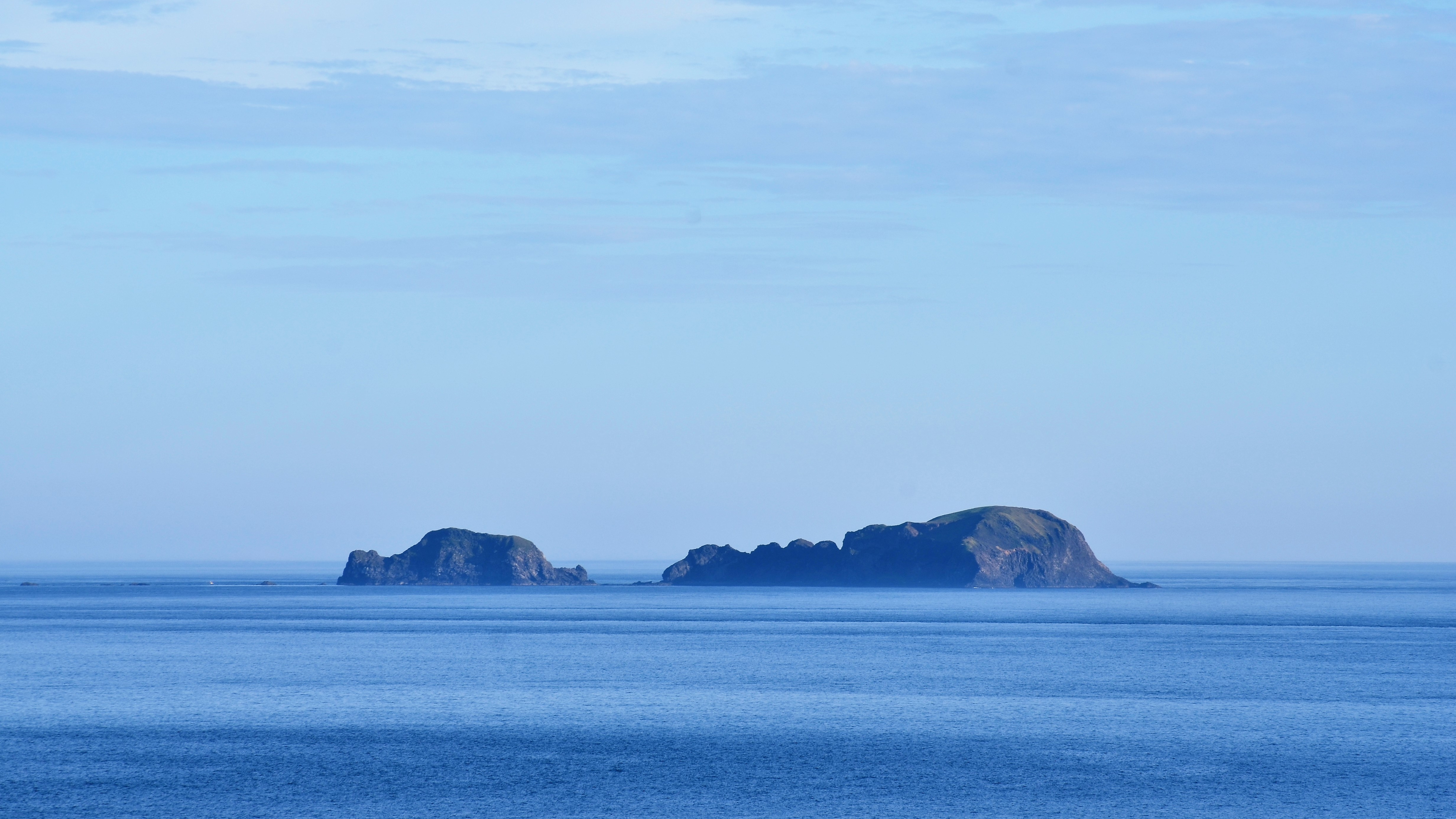
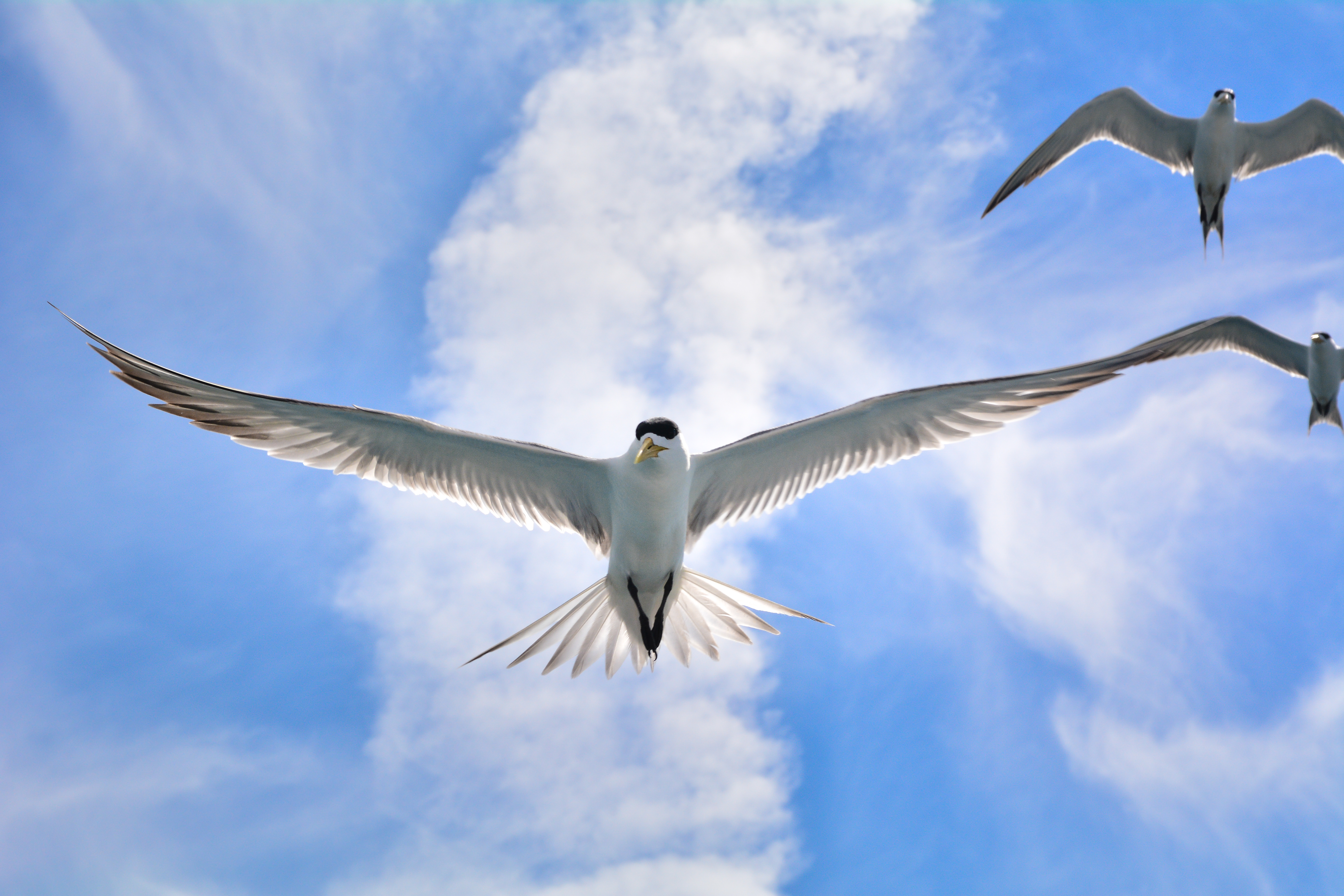

## 外部連結
- 林務局自然保育網 澎湖縣貓嶼海鳥保護區 （页面存档备份，存于）
- 臺灣大百科全書 澎湖縣貓嶼海鳥保護區 （页面存档备份，存于）